# Коржі (Броварський район)
Коржі́ — село в Україні, у Баришівській селищній громаді Броварського району Київської області. Населення становить 1510 осіб.
Село розташоване на лівому березі річки Трубіж. Відстань від центру громади — 3 кілометри.
Площа села становить 412 га. У селі 37 вулиць. На півночі село межує з Дернівкою, на півдні — з с. Борщів, на заході розташовані села Шовкове та Волошинівка, а на сході — місто Березань.

## Географія
Село Коржі розташоване в сосновому лісі. Від траси Київ-Харків тягнеться ліс, від залізничної колії через ліс наявна доріжка, від Баришівки село відгороджене річкою Трубіж.   Річка широко розливається, затоплюючи усі навколишні городи й намиває пісок.
У селі росте багато дерев і кущів, привезених із Тростянецького дендропарку.

## Історія

### Археологічні пам'ятки
Історія села дуже давня, про що свідчать археологічні пам'ятки.
У 1982 році в Коржівській школі створювався історико-краєзнавчий музей, який став осередком вивчення історії села. Один із експедиційних загонів очолював кандидат історичних наук Післярій Іван Опанасович. У результаті розкопок були відкриті слов'янські поселення VI — IX століття, а також знайдені археологічні пам'ятки епохи мезоліту, епохи бронзи (ІІІ — І тисячоліття до н.е.) та епохи раннього заліза (VI — III ст. до н.е.). Є знахідки із скіфських поселень. 

### XVII — ХІХ століття
На час заснування села річка Трубіж була судноплавною (ширина русла до 2 км). Про це свідчать численні знахідки: монети, якорі, козацькі люльки. Наявність піщаних ґрунтів, води, лісу сприяли розселенню людей на березі річки.
Селище назване на честь козака Коржа, який, за легендами, оселився на цій землі у XVII столітті, що підтверджується археологічними знахідками.
Перша письмова згадка про село датується початком XVIII століття.
За козаччини, до 1781 року селище Коржі було у складі Баришівської сотні Переяславського полку.
Було приписане до Благовещінської церкві у Баришівці
Зі скасуванням козацького полкового устрою, селище перейшло до складу Остерського повіту Київського намісництва. За описом 1787 року у Коржах було 70 душ, село у володінні «казених людей», козаків і власників: надвірного радника Сулими і військового товариша Федора Горкуші.
Від початку XIX ст. Коржі вже у складі Переяславського повіту Полтавської губернії.
У книзі «Описи козацького намісництва XVII ст.» говориться: «Більшість поселень ділилися за двома адміністративними системами: сотенно — повітовою та повітовою. Баришівка і більшість населених пунктів входили до Остерського повіту. Козаки Баришівської сотні належали до Переяславського полку. В сотню, крім містечка Баришівки, входили села: Ядлівка, Гостролуччя, Рудницьке, Селище, Бзів, Сулимівка, Мала Стариця, дєрєвні (села без церков): Дернівка , Коржі».
Про належність до козацької сотні свідчать прізвища жителів села: Житник, Великоіваненко (у списку Баришівської сотні числилися козаки Іван Великий та Житник, згадується і якийсь невідомий козак із с. Коржів з Діаментовських козаків), Куценко, Чайка.
Є на мапі 1826-1840 років
Період після ліквідації Гетьманщини російським імперським урядом та втратою незалежності характеризувався масовим закріпаченням селянства, що тривав до 1861 року.
У 1890 році у виданому в Полтаві «Сборнику по хозяйственной статистике Переяславського уезда» опубліковані дані про Баришівську волость, де написано:
|  | В селі Коржі нараховувалось 84 господарства, населення 408 осіб, у тому числі чоловіків 197, з них грамотних 8, жінок — 211, коней 46, волів 91, корів 106. |

1910 року - селище Баришівської волості Переяславського повіту Полтавської губернії, 89 господарств, 436 мешканців.

### ХХ століття
Після поразки Української революції та остаточного встановлення радянської влади, розпочинається терор проти місцевого селянства, зокрема заможних мешканців. Піком репресій та геноциду був Голодомор 1932-1933 років, проведений радянським урядом у відповідь на опір примусовій колективізації.
За свідченнями очевидців трагедії 1932-1933 років у селі, де було 110 дворів, голодною смертю загинуло 20 осіб. У 2005 році на основі свідчень місцевих жителів Рябоконь П.Ф., 1918 р.н.; Коби О.В., 1921 р.н.; Чайки Є.Н.,1918 р.н.; Строль П.П., 1922 р.н. було укладено мартиролог жителів села Коржі - жертв Голодомору 1932-1933 років. Зокрема встановлено імена: сім'я Григорія Коби, у тому числі 3 дітей, Коба Микола – дитина, Коба Палажка Прокопівна і її 3 дітей, Бородавка Ганна, Рябоконь Михайло, Великоіваненки Оришко і Сашко, Бородовка Яким, Куценко Роман, Сова Петро, Івченко Олексій і його син Іван.
До 1971 року на землях села знаходився відділок радгоспу «Баришівський».
Розпочато будівництво Семенівської свинофабрики у 1971 році. Пусковий промисловий комплекс введений в експлуатацію в 1973 році, повністю з будівництвом племферми і житлового селища в 1974 році. За первісним проектом потужність свинофабрики повинна була складати 36,5 тисяч голів відгодівлі з поступовим доведенням її до 108 тисяч голів.
У 1977 році Семенівська свинофабрика була перейменована на радгосп-комбінат «Семенівський»
Директором радгоспу-комбінату «Семенівський» став Лига Андрій Васильович, секретарем партбюро був Синиця Віктор Павлович, а головою робітничого комітету Тараненко Петро Сергійович.
На підприємстві працював 461 робітник, у тому числі в сільськогосподарському виробництві — 233 чоловіки.
Кількість поголів'я на 1.11.1977 року становила 26,3 тисяч голів, у тому числі свиноматок 2,4 тисяч голів.
Виробництво і здача м'яса в % до загально районних показників — 32,3 %.
У 1976 році було здано державі 3418 тонн м'яса, у 1977 році — 2417.
Виробництво продукції на одного робітника в карбованцях становило у 1976 році 20769, а в 1977 році 17819.
Прибутку одержано у 1976 році 710 тисяч карбованців, а в 1977році 550 тисяч. Середньодобовий приріст молодняка становив від 530 до 560 грамів.
Товарна частина радгоспу -комбінату була розташована окремо від племінної на відстані 500 метрів і включала такі основні об'єкти: три свинарники для утримання холостих, запліднених і супоросних маток, а також хряків -плідників, три свинарники для підсосних маток з поросятами, чотири свинарники для поросят-відйомишів, десять свинарників для поголів'я на відгодівлі, скпад розсипних і гранульованих кормів, склад мішкотари, адміністративний будинок з їдальнею, ваги длч зважування свиней та ін..
Племінна частина радгоспу-комбінату займала площу в 6 га. І складалася з таких об'єктів: одного свинарника для холостих, супоросних свиноматок і хряків-плідників, приміщення для проведення опоросів, свинарника для поросят-відйомишів і трьох приміщень для утримання ремонтного молодняка, ветеринарно-санітарного пропускника та ін.
В основу технологічного процесу в радгоспі-комбінаті було покладено принцип рівномірних цілорічних опоросів з ритмом виробництва 3 дні.
Загальне виробництво м'яса в живій вазі повинно було складати 43634 центнери.
У жовтні 1986 року радгосп-комбінат «Трубізький», як його тепер називали, очолив Іван Васильович Скибенко. З переходом України на ринкові відносини наказом фонду Державного майна України у серпні 1996 року радгосп-комбінат «Трубізький» перетворений у відкрите акціонерне товариство «Коржівське». Головою правління призначений Скибенко. ВАТ «Коржівське» розташоване за 70 км від Києва, за 8 від Баришівки.
Відстань комплексу від с. Коржі становить 3 км. Землі, на яких розташоване господарство, в основному дерново-підзолисті, супіщані. Основне їх призначення — забезпечення відгодівлі тварин частково зеленими, частково зерновими кормами та утилізація виробничих стоків. При будівництві комплексу планувалося державне забезпечення кормами. Навкруги — сосновий ліс, відбувається природне очищення повітря.
Потім, як і у всій країні, настала глибока економічна криза. Ніяких коштів не виділялося, припинено постачання кормів, і підприємство почало виживати тільки за рахунок власних ресурсів.

## Населення
Згідно з переписом УРСР 1989 року чисельність наявного населення села становила 1578 осіб, з яких 743 чоловіки та 835 жінок.
За переписом населення України 2001 року в селі мешкали 1453 особи.

### Мова
Розподіл населення за рідною мовою за даними перепису 2001 року:
| Мова       | Відсоток |
| ---------- | -------- |
| українська | 96,89 %  |
| російська  | 3,04 %   |
| білоруська | 0,07 %   |

## Сучасність

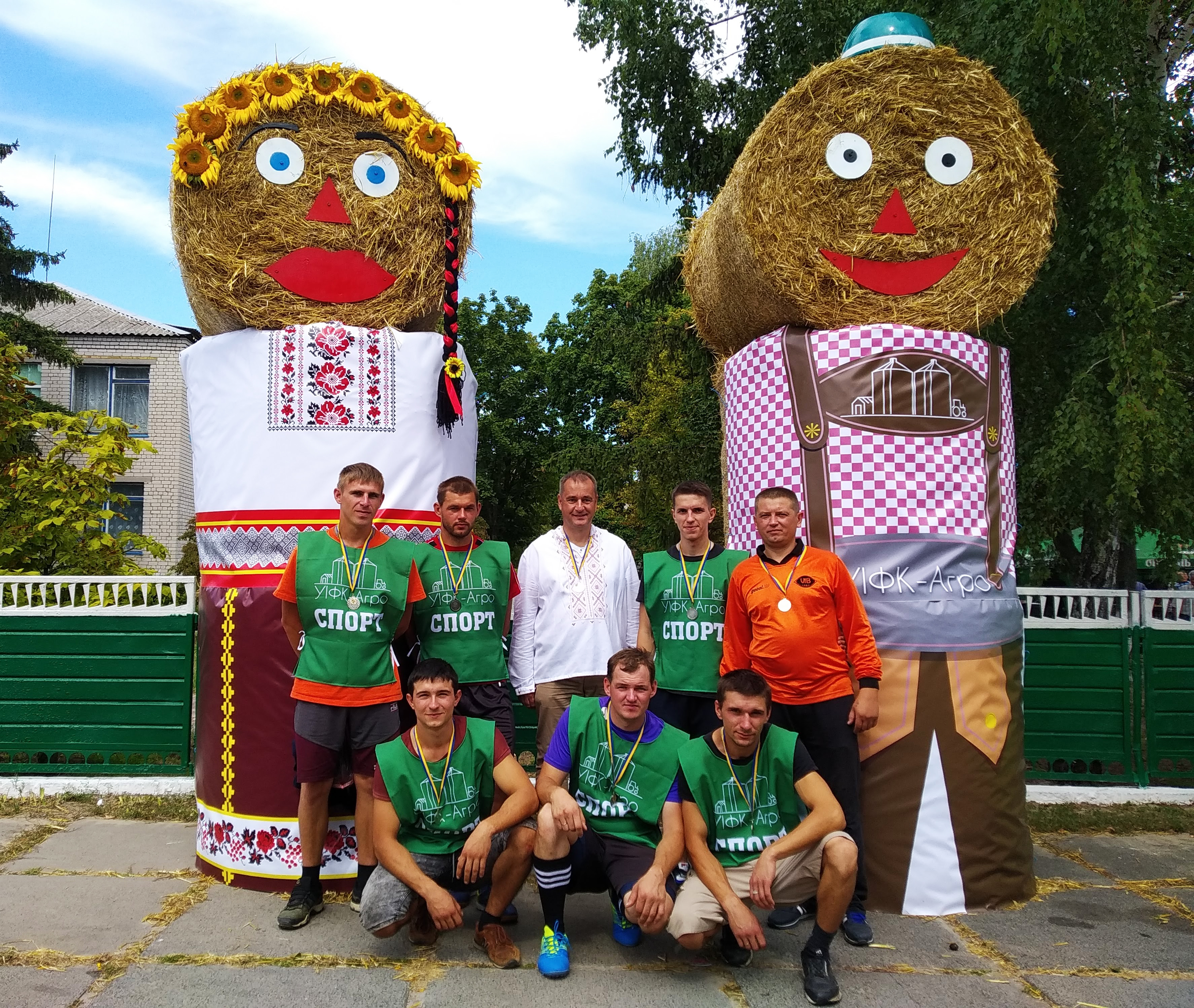

З червня 1997 року І. В. Скибенко став генеральним директором Української Корпорації «Тваринпром» і одночасно виконував обов'язки голови правління ВАТ «Коржівське». Керівництво підприємством здійснював Тютюн Іван Степанович. На підприємстві залишилося близько 140 працівників.
Коли підприємство будувалося, одночасно зводилися і будинки для працівників. Забудова здійснювалася за чехословацьким проектом. Так було зведено Будинок культури (громадський центр), готель, будинок побуту, магазини, банно-пральний комбінат, ФАП, дитсадок, школу та кілька чотириповерхових будинків. Згодом будівництво продовжувалося: було збудовано ще кілька панельних будинків № 20, № 22 по вул. Грушевського (колишній Леніна), та № 17, 18 по вул. Шевченка (колишній Косигіна).
Всього у селі 14 чотириповерхових будинків, гуртожиток. Село умовно ділиться на 3 частини: старе село, нове село та дачі, де більшість жителів мають підсобні господарства.
Останні 10 років будівництво житла за кошти підприємства припинилося, натомість стали виділяти ділянки під забудову, і село почало розбудовуватися в напрямку до свинокомплексу, таким чином відстань між ними скоротилася.

## Люди
Історичні особи:
- Івченко Макар Павлович (1903, Коржі — 1975) — український мовознавець.
- Бійма Іван Спиридонович (1912, Коржі — 1992) — полковник Радянської Армії, учасник радянсько-фінської і німецько-радянської війн, Герой Радянського Союзу.
- Лисак Володимир Мусійович (1925, Коржі — 1995) — стрілець 160-го гвардії стрілецького полку (540-я гвардії стрілецька дивізія, 28-а армія, 1-й Білоруський фронт) гвардії молодший сержант. Кавалер трьох радянських орденів Слави.

Сучасники:
- Івченко Василь Миколайович (нар. 1948) — український астроном, лауреат Державної премії.
- Семеняка Микола Миколайович (1967—2016) — український військовий, учасник війни в Афганістані, російсько-української війни (псевдо «Баграм»), кавалер ордена Червоної Зірки. Указом Президента України № 742/2019 від 10 жовтня 2019 року за «особисту мужність і самовіддані дії, виявлені у захисті державного суверенітету та територіальної цілісності України» нагороджений орденом «За мужність» III ступеня (посмертно).
- Коляда Роман Вікторович (1976, Коржі)  — український піаніст-імпровізатор, композитор, журналіст, диякон.